# Duosporium cyperi
Duosporium cyperi är en svampart som beskrevs av K.S. Thind & Rawla 1961. Duosporium cyperi ingår i släktet Duosporium, divisionen sporsäcksvampar och riket svampar.   Inga underarter finns listade i Catalogue of Life.